# Michael Thomas Bass
Pour les articles homonymes, voir Bass.
Michael Thomas Bass (6 juillet 1799 - 29 avril 1884) est un brasseur et membre de la Chambre des communes britannique. Sous son contrôle, la Bass Brewery devint la plus grande fabrique de bière au monde et la marque de bière la plus connue au Royaume-Uni. Michael Bass représenta la circonscription de Derby à la Chambre des communes en tant que membre du parti libéral entre 1847 et 1883, où il fut un représentant actif de l'industrie du brassage. Il fut un généreux bienfaiteur des villes de Derby et Burton upon Trent où sa compagnie était basée.

## Biographie

### Jeunesse et début de carrière
Michael Bass est né à Burton upon Trent en 1799, fils de Michael Thomas Bass (1759 - 1827) qui avait agrandi la brasserie Bass fondée par son père William Bass en 1777 et en fit la principale exportatrice vers la Russie. Sa mère, Sarah Hoskins, était la fille d'Abraham Hoskins, avocat réputé de Burton.
Bass suivit des cours au lycée général de Burton upon Trent et finit son éducation à Nottingham. À l'âge de 18 ans, il rejoignit l'entreprise familiale comme apprenti alors que les affaires étaient au plus mal parce que les guerres napoléoniennes avait interrompu le commerce avec la Russie. Cependant, les ventes de India Pale Ale en Inde et en Asie du Sud-Est s'envolèrent dans les années 1820. 

### Maître brasseur
Bass prit la direction de la compagnie en 1827 et continua à se concentrer sur l'exportation vers l'Asie. En 1832-33, la compagnie exporta 5000 tonneaux de bière, ce qui représentait 40 % de sa production cette année-là. 
L'arrivée du chemin de fer à Burton upon Trent en 1839, permit l’expansion de l'entreprise en réduisant les coûts de transport. La compagnie avait quatre succursales dans les années 1830, à Londres, Liverpool, Stoke-on-Trent et Birmingham. Dans les années 1880, il y en avait 21 au Royaume-Uni et une autre à Paris. Les branches de Londres et Liverpool s'occupaient entre autres des exportations. 
Sous la direction de Bass, les ventes et les productions de la compagnie augmentèrent énormément. La production d'ale était arrivée à 340 000 tonneaux en 1860 puis à presque un million de tonneaux vers la fin des années 1870. En 1881, la compagnie avait trois fabriques de bière et vingt-six malteries occupant 145 acres (soit 0,60 km2) de Burton upon Trent.

### Député
Bass fut élu pour la première fois député de la circonscription de Derby en 1848 et occupa ce poste jusqu'en 1883. Sa nécrologie dans le Brewers Journal rapportait qu'il était plus connu « à la Chambre des communes pour sa présence régulière que pour des prouesses oratoires. ». Il s'occupa surtout d'être le représentant national de l'industrie du brassage contre les efforts des anticonformistes (non Anglicans) à l'intérieur du parti libéral qui voulaient faire des lois contre l'alcool.
Bass fut un libéral traditionnel qui soutenait l'idée de libre-échange, des impôts peu élevés et qui voulait améliorer le niveau de vie de la classe ouvrière. Il promut la loi visant à abolir l'emprisonnement des petits débiteurs. Sa proposition de loi contre les joueurs d'orgue de barbarie pour la simple raison qu'il les considérait être des nuisances sonores eut moins de succès.
Michael Bass fut un philanthrope des villes de Burton upon Trent et Derby. Ses nécrologues affirment que ses donations se montaient à 80 000 £ et qu'il fit don à la ville de Derby d'une bibliothèque, d'un musée, d'une école d'art, d'une cour récréation et de piscines.
Bass fut le député de Derby jusqu'aux dernières années de sa vie. William Ewart Gladstone offrit à Bass une pairie, offre qu'il déclina, préférant rester à la Chambre des communes.

## Vie personnelle
Michael Bass épousa Eliza Jane Arden en 1835. Ils eurent deux fils et deux filles. Son fils aîné Michael Bass, 1er baron Burton prit la responsabilité de diriger la compagnie, fut député de la circonscription de Stafford et élevé au rang de pair. Son autre fils Hama Alfred Bass fut également député, de la circonscription de Tamworth, mais, à cause de ses problèmes de jeux, il fut exclu de l'entreprise familiale. Une de ses filles, Emily, épousa Sir William Plowden, député de la circonscription de Wolverhampton West, et l'autre, Alice, épousa le baron Chetwode et fut la mère de Philip Chetwode, 1er baron Chetwode.